# Marie Glümer

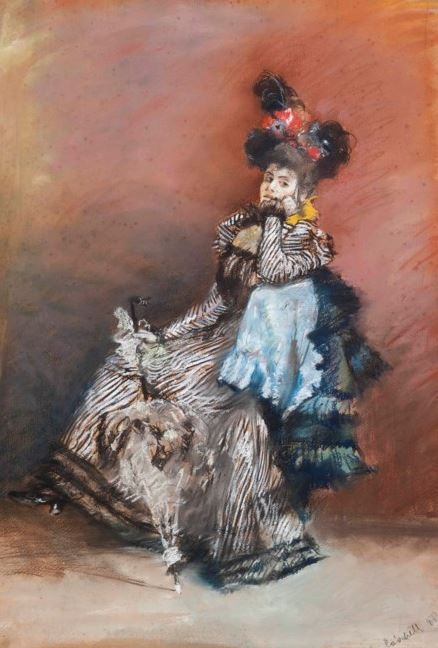
Moritz Coschell, Portrait

Maria Glümer, geborene Marie Chlum, verheiratet Maria Marton, (* 3. Juli 1867 in Wien; † 17. November 1925 in München) war eine österreichische Theaterschauspielerin. Mit Arthur Schnitzler verband sie zwischen 1889 und 1900 eine konfliktreiche Liebesbeziehung, die er teilweise in seiner Dichtung verarbeitet. In seinem ersten längeren Theaterstück Das Märchen behandelte er seine Unfähigkeit zu akzeptieren, dass Glümer bereits vor ihm sexuell aktiv gewesen war.

## Leben

### Herkunft
Marie Glümer wurde als zweites von drei Kindern des Amtsdieners im k.k. Finanzministerium Franz Chlum und seiner Frau Aloisia geb. Kauba geboren. Die Eltern entstammten dem in Wien zugewanderten tschechischen Kleinbürgertum. Marias 1862 geborene Schwester Auguste wurde zur lebenslänglichen Gefährtin und Begleiterin. Im Jahr 1873 starb Franz Chlum an „Brechdurchfall“. Es ist zu vermuten, dass sie nach der Volksschule weiterführende private Schulen besuchte, die sich am Lehrplan für Realschulen orientierten. Englisch beherrschte sie so weit, dass sie auf einer englischsprachigen Dilettantenbühne erste Bühnenerfahrungen sammeln konnte. Sie besuchte die Schauspielschule des Wiener Konservatoriums und die Theaterschule von Max Otto.

### Bühnenlaufbahn
Im Jahr 1890 wurde sie an das k.k. Landestheater Salzburg als „muntre Naive“ engagiert. Den folgenden Sommer spielte sie in Baden bei Wien. Darauf folgte ein Engagement am Deutschen Volkstheater in Wien, wo sie sich aber nicht durchsetzen konnte. Es begann eine Reihe kleinerer Engagements Wiesbaden, St. Gallen (1892), Düsseldorf (1893), Krefeld (1894), Köln (1895). Nach einem Engagement in Graz wurde sie für zwei Jahre an das Wiener Carltheater verpflichtet.
Schließlich wurde sie am Lessingtheater bzw. am Neuen Theater in Berlin engagiert. Sie heiratete 1902 Paul Martin Blaustein, was sie zur ungarischen Staatsbürgerin machte. Blaustein, der nach dem Vorbild Max Reinhardts das Theater gestalten wollte, scheiterte. Die Insolvenz kostete Marie Glümer und ihrer Schwester Auguste alle Ersparnisse. Als das Kind Hans Blaustein im Juli 1903 geboren wurde, lebten die Eheleute schon getrennt. Im Jahr 1914 ließ sich Blaustein adoptieren und nahm den Namen Marton an, so dass auch aus Marie Glümer Maria Marton wurde. Erst während des Krieges wurde die Ehe geschieden. Paul Martin Marton wurde 1942 nach Kiew verschleppt, von wo er nicht mehr zurückkehrte.
Ab September 1908 spielte Marie Glümer am Residenztheater in München, gerade auch in Stücken von Schnitzler. Während des Krieges gerieten Marie Glümer und Auguste Chlum in große finanzielle Not. Schnitzler unterstützte sie gelegentlich. Nach 1922 war sie kaum mehr in der Lage zu spielen. Dem drohenden Verlust der körperlichen und geistigen Kräfte kam sie durch den Freitod zuvor.